# Arrondissement judiciaire de Gand
Subdivisions
L'arrondissement judiciaire de Gand (gerechtelijk arrondissement Gent en néerlandais) était l'un des trois arrondissements judiciaires de la province de Flandre-Orientale en Belgique et un des sept qui dépendent du ressort de la Cour d'appel de Gand. Il fut formé le 18 juin 1869 lors de l'adoption de la loi sur l'organisation judiciaire et fait partie de l'arrondissement judiciaire de Flandre-Orientale depuis la fusion des arrondissements judiciaires de 2014.

## Subdivisions
L'arrondissement judiciaire de Gand était divisé en 10 cantons judiciaires,. Il comprenait 27 communes, celles de l'arrondissement administratif d'Eeklo et de l'arrondissement administratif de Gand.
Note : les chiffres représentent ceux situés sur la carte.
1. Canton judiciaire de Deinze
      1. Deinze
  2. De Pinte
  3. Nazareth
  4. Zulte
2. Canton judiciaire d'Eeklo
      1. Eeklo
  2. Kaprijke
  3. Maldegem
  4. Saint-Laurent (Sint-Laureins)
  5. Waarschoot
3. Canton judiciaire de Gand (Gent) zone 1
      1. Partie de la ville de Gand
4. Canton judiciaire de Gand zone 2
      1. Partie de la ville de Gand
  2. Laethem-Saint-Martin (Sint-Martens-Latem)
5. Canton judiciaire de Gand zone 3
      1. Partie de la ville de Gand
  2. Evergem
6. Canton judiciaire de Gand zone 4
      1. Partie de la ville de Gand
7. Canton judiciaire de Gand zone 5
      1. Partie de la ville de Gand
  2. Destelbergen
8. Canton judiciaire de Merelbeke
      1. Gavere
  2. Melle
  3. Merelbeke
  4. Oosterzele
9. Canton judiciaire de Zelzate
      1. Assenede
  2. Lochristi
  3. Moerbeke
  4. Wachtebeke
  5. Zelzate
10. Canton judiciaire de Zomergem
      1. Aalter
  2. Knesselare
  3. Lovendegem
  4. Nevele
  5. Zomergem